# Musik
Pour les articles homonymes, voir Musik (chanson),  Musik (film) et Music.
Albums de Plastikman
Recycled Plastik
(1994) Consumed
(1998)
Musik est le troisième album de Plastikman, un des pseudonymes de Richie Hawtin, sorti en 1994 sur son label Plus 8 pour la version vinyle, sur NovaMute pour la version CD.

## Liste des morceaux
Cette liste est tirée de la version CD parue sur NovaMute, plus exhaustive que celle de la version LP parue en même temps chez Plus 8.
| 1.    | Konception | 8:11  |
| 2.    | Plastique  | 13:03 |
| 3.    | Kriket     | 5:38  |
| 4.    | Fuk        | 5:05  |
| 5.    | Outbak     | 5:10  |
| 6.    | Ethnik     | 9:05  |
| 7.    | Plasmatik  | 5:23  |
| 8.    | Goo        | 2:00  |
| 9.    | Marbles    | 11:07 |
| 10.   | Lasttrak   | 8:22  |
| 73:04 |            |       |